# Tom Schou Henrichsen
Tom Schou Henrichsen (21 agosto 1960) è un ex calciatore norvegese, di ruolo difensore.

## Carriera

### Club
Schou Henrichsen giocò con la maglia del Pors, prima di passare all'Eik-Tønsberg. Esordì in squadra il 29 aprile 1984, nella sconfitta casalinga per 0-1 contro il Vålerengen. Rimase in squadra per un biennio, collezionando 39 presenze nella 1. divisjon. Si trasferì poi allo Start, per cui debuttò il 4 maggio 1986, nella vittoria per 0-4 sul campo del Molde. Rimase in forza allo Start anche nella stagione seguente, totalizzando 37 apparizioni nella massima divisione norvegese. Nel 1988 giocò al Vålerengen, disputando 16 incontri con questa maglia.